# Miss Teen Supranacional
Miss Teen Supranacional (em português para Miss Teen Supranational) é um concurso internacional de beleza para adolescentes com sede no Equador, sob a direção de seu fundador Rodrigo Moreira.
A atual detentora do título é a espanhola Lorena Ruiz, eleita em 14 de Novembro de 2023.

## Histórico

### Vencedoras
| Ano   | País                 | Vencedora          | Local do Evento  | R           |
| 2018  | Porto Rico           | Zahira Pérez       | Cidade do Panamá | [ 3 ]       |
| 2019  | Panamá               | Anna Laura Agürto  | Guaiaquil        | [ 4 ]       |
| 20201 | República Dominicana | Yianaliz Moquete   | Providence       | [ 5 ]       |
| 2021  | Peru                 | Kate Mayta Del Río | Guaiaquil        | [ 6 ]       |
| 2022  | Equador              | Frany Delgado      | Guaiaquil        | [ 7 ] [ 8 ] |
| 2023  | Espanha              | Lorena Ruiz        | Guaiaquil        | [ 2 ]       |

### Conquistas por País
| País                 | Títulos | Vitórias |
| Porto Rico           | 1       | 2018     |
| Panamá               | 1       | 2019     |
| República Dominicana | 1       | 2020     |
| Peru                 | 1       | 2021     |
| Equador              | 1       | 2022     |
| Espanha              | 1       | 2023     |

## Desempenho Brasileiro
O concurso que seleciona a representante do Brasil no concurso é o "Miss Brasil de las Americas".
| Ano  | Estado       | Representante  | Classificação | R     |
| 2022 | Minas Gerais | Mellory Soares |               | [ 9 ] |